# António Marto
António Augusto dos Santos Marto (* 5. května 1947 Tronco (Chaves), Portugalsko) je portugalský římskokatolický kněz, od roku 2006 biskup diecéze Leiria-Fátima.
Kněžské svěcení přijal 7. listopadu 1971. Poté byl mj. prefektem semináře v Portu. V listopadu 2000 ho papež Jan Pavel II. jmenoval pomocným biskupem diecéze Braga, od dubna 2004 se stal biskupem diecéze Viseu. V letech 2008 - 2011 a znovu od roku 2014 byl místopředsedou portugalské biskupské konference.
Dne 20. května 2018 papež František oznámil, že jej na konzistoři 29. června 2018 jmenuje kardinálem.